# Скитаев, Игнатий Фёдорович
Игнатий Фёдорович Скитаев (24 июля 1924 — 6 декабря 2004) — передовик советской чёрной металлургии, старший плавильщик Челябинского ферросплавного завода, город Челябинск, Герой Социалистического Труда (1958).

## Биография
Родился 24 июля 1924 году в хуторе Черниговский (ныне — Кугарчинский район Башкортостана).
В 1941 году окончил обучение в школе фабрично-заводского ученичества № 7 (позже ПТУ-27) и сразу же приступил к трудовой деятельности. Стал работать завальщиков в первом плавильном цезе Челябинского ферросплавного завода. Шла Великая Отечественная война выпускаемая продукция этого завода была востребована.
В 1943 году ему доверили возглавить комсомольско-молодёжную бригаду плавильщиков, которая с лёгкостью преодолевала все сложности профессии и добивалась высоких производственных показателей. В 1947 году назначен старшим плавильщиком. Его бригада постоянно становилась победителем социалистических соревнований и признавалась лучшей на заводе.
В 1958 году за пять месяцев бригада выполнила производственный план на 104,8 %, сэкономила 668 тысяч кВт.ч электроэнергии.
Указом Президиума Верховного Совета СССР от 19 июля 1958 года за проявленную трудовую доблесть и достижение выдающихся успехов в выполнении социалистических обязательств Игнатию Фёдоровичу Скитаеву присвоено звание Героя Социалистического Труда с вручением ордена Ленина и золотой медали «Серп и Молот».
Продолжал работать на заводе. В 1963 году его бригаде присвоено звание коллектива коммунистического труда. С 1973 года и до выхода на заслуженный отдых трудился в должности старшего плавильщика Челябинского электрометаллургического комбината. Много времени уделял работе с молодёжью, передавал им свои знания и опыт. Избирался депутатом районного Совета депутатов трудящихся.
Проживал в городе Челябинске. Умер 6 декабря 2004 года.

## Награды
За трудовые успехи удостоен:
- золотая звезда «Серп и Молот» (19.07.1958)
- орден Ленина (19.07.1958)
- Медаль "За трудовое отличие" (1949)
- Медаль "За трудовую доблесть" (1952)
- Медаль «В ознаменование 100-летия со дня рождения Владимира Ильича Ленина»
- Медаль «За доблестный труд в Великой Отечественной войне 1941—1945 гг.»
- другие медали.